# Mauritz Hansson
Johan Mauritz Hansson, född 15 april 1857 på Mölneby gård i Östra Frölunda socken, Älvsborgs län, död där 10 mars 1929, var en svensk disponent. Han var gift med Anna Edlund-Hansson.
Hansson avlade examina vid Chalmersska institutet och Alnarps lantbruksinstitut och blev 1885 chef för det nybildade Mölneby AB, till vilket omfattande företag även Falkenbergs ångsåg hörde. Från denna befattning drog han sig tillbaka 1915, men kvarstod ännu några år som chef för Skåpanäs AB. Under en lång följd av år beklädde Hansson även posterna som disponent för de på hans initiativ tillkomna Yngeredsfors och Ätrafors Kraft AB, tills företagen övergick i andra händer. Åren 1911–1916 var han huvuddelägare i Falkenbergs Nya Verkstads AB, vars styrelseordförande han var till 1916, då aktiemajoriteten övertogs av Jonsereds Fabrikers AB.